# Knud Nellemose
Knud Nellemose (født 12. marts 1908; død 14. januar 1997) var en dansk billedhugger. Han var også sportsjournalist og tegner, og motiver fra sportsverdenen kom til at optage ham også som billedhugger. Han var ansat som sportstegner på BT og Berlingske Tidende 1925-1945.
Nellemose studerede på Kunstakademiet under Einar Utzon-Frank i perioden 1927-1933.
Nellemose udførte mange skulpturer og buster, blandt andet af Søren Kierkegaard (1972) og B.S. Ingemann, opstillet 1988 ved Marmorkirken i København.
Han var bror til skuespilleren Karin Nellemose

## Priser – udvalg
- 1944 Eckersberg Medaillen
- 1968 Thorvaldsen Medaillen